# Vlaamse Cultuurprijs voor Film
De Vlaamse Cultuurprijs voor Film is een van de Vlaamse Cultuurprijzen die door de Vlaamse overheid  wordt toegekend.  De prijs werd ingesteld in 2003.  De organisatie en communicatie wordt verzorgd door CultuurNet Vlaanderen, een vereniging zonder winstoogmerk die door de overheid wordt gesubsidieerd.
Aan de prijs is sinds 2004 een bedrag van 12.500 euro verbonden. De winnaar ontvangt eveneens een bronzen beeldje van kunstenaar Johan Tahon. In 2012 werd de prijs een bronzen beeldje (La ultima isla) van de hand van kunstenaar Philip Aguirre.

## Laureaten en genomineerden
- 2003: Jan Declerq. Genomineerden Bert Beyens en Open Doek vzw
- 2004: Leuven Kort. Genomineerden Jean-Marie De Meyer en Lieven Debrauwer
- 2005: Cis Bierinckx. Genomineerden Walther Vanden Ende en Geert Van Goethem
- 2006: Peter Brosens & Jessica Woodworth. Genomineerden Hilde Van Mieghem en Jessica Woodworth
- 2007: Jekino. Genomineerden Nico Leunen en Flanders Image
- 2008: Fien Troch. Genomineerden DOCVILLE en Nicolas Karakatsanis
- 2009: Renzo Martens. Genomineerden CINEMATEK en (N)iemand (Patrice Toye)
- 2010: Gust Van den Berghe
- 2011: Pierre Drouot
- 2012: Nico Leunen
- 2013: Frank van den Eeden[1]
- 2014: Sam Louwyck[2]
- 2015: Emmy Oost